# レッスルゲート
レッスルゲート（Wrestle Gate）は、広島県福山市を拠点にするプロレス団体、プロレスラー養成道場。事務所・道場は、同所にあるパーソナルトレーニングジム「フィットネスアリーナNAKASHIMA（フィットネスアリーナ・ナカシマ）」に併設されている。

## 歴史
- 1999年5月6日、中島半蔵がフィットネスアリーナNAKASHIMAを設立。
- 2001年1月、フィットネスアリーナNAKASHIMAにプロレス道場「HANZO道場」を設立。
- 2003年8月、HANZO道場を母体にレッスルゲートを設立。
- 2004年1月、フィットネスアリーナNAKASHIMAにある道場兼試合会場「レッスルゲートホール」で一般開放なしのエキシビジョンマッチによる「バトルライブ」開幕戦を開催。
- 2005年6月26日、レッスルゲートホールで実験的に一般開放して「バトルライブ」最終戦を開催。
- 7月17日、レッスルゲートホールで定期興行「バトルシアター」を開催。

## 所属選手
- HANZO
- ビクトリー上海
- ゴリラーマン橋本（デビュー時は、橋本貴昭）

## スタッフ

### レフェリー
- チャーリー中浜

### リングアナウンサー
- 神田カズヒコ

## 歴代所属選手
- HAYATA（デビュー時は、隼田陽平）
- SUSUMU（デビュー時は、進祐哉。退団後に再改名）
- SEIKI（デビュー時は、吉岡世起。退団後に再改名）
- アマゾン・キッド
- グラッブラー
- ホットマン
- サウザー
- ベッチャーHOGO（デビュー時は、金田一HOGO）
- 上海一番弟子"小上海"
- 天狗たけし（デビュー時は、高下たけし）
- もみじ饅吉
- 前山雄祐
- 天野祐希
- 中野真聡